# Samis de Kemi
Les Samis de Kemi sont un groupe éteint de Samis de Finlande qui parlaient le same de Kemi (en), lui aussi disparu au XIXe siècle.